# Plocoscelus podagricus
Espèce
Synonymes
Cardiacephala elegans Hendel, 1936
Plocoscelus podagricus est une espèce d'insectes diptères brachycères de la famille des Micropezidae. Elle est trouvée au Brésil et au Pérou.